# Grammorhoe rosea
Grammorhoe rosea là một loài bướm đêm trong họ Geometridae.